# Francisco Contreras Pérez
Francisco Contreras Pérez (Lorca, Murcia, 27 de agosto de 1950) es un político español. Ha desempeñado diversos cargos públicos, incluyendo el de diputado en el Congreso de los Diputados por la circunscripción de Almería en varias legislaturas.

## Biografía
Nacido en Lorca, Murcia, Contreras Pérez cursó la educación secundaria en su localidad natal entre 1961 y 1968. Posteriormente, estudió Ciencias Químicas en la Universidad de Murcia, donde finalizó sus estudios en 1973. Durante su etapa universitaria, participó activamente en el movimiento estudiantil de los últimos años del franquismo.
Tras finalizar sus estudios, trabajó como profesor interino de Física y Química en el Instituto de Bachillerato "J. Ibáñez Martín" de Lorca entre 1973 y 1975. En 1975, fue trasladado al Instituto de Alhama de Murcia, donde desempeñó los cargos de vicedirector y secretario hasta 1980. Ese año se trasladó a Almería, donde ingresó en el Instituto de Bachillerato "Al Andalus" como catedrático y director hasta 1983. Además, fue coordinador provincial de seminarios permanentes en la Delegación Provincial de Educación.

## Carrera política
En 1983, Contreras Pérez comenzó su vinculación con el sindicato FETE-UGT, formando parte de la Comisión Ejecutiva Provincial de Almería, donde desempeñó el cargo de secretario de Prensa e Imagen hasta 1985. A partir de ese año y hasta 1988, fue secretario de Formación de la Comisión Ejecutiva Provincial del PSOE-A en Almería. Además, fue elegido Secretario General de la Agrupación Gabriel Pradal y ocupó los cargos de Secretario y Vicesecretario General de la Agrupación Municipal del PSOE en Almería. También fue miembro del Comité Provincial, del Comité Director y de la Oficina Federal del Censo de Militantes entre 2000 y 2004.
Su carrera parlamentaria comenzó en 1986, cuando fue elegido diputado por primera vez en las elecciones del 22 de junio. Durante esta legislatura, perteneció a las Comisiones de Educación y Cultura y a la de Defensa.
Fue reelegido en las elecciones del 29 de octubre de 1989, y durante esta legislatura, perteneció a las Comisiones de Defensa y la de Defensor del Pueblo.
Tras un periodo alejado de la política nacional, regresó al Congreso en el año 2000. Durante esta legislatura, fue portavoz adjunto de la Comisión de Infraestructuras, vocal de la Comisión de Medio Ambiente y estuvo adscrito a la Comisión de Justicia e Interior y a la de Ciencia y Tecnología.